# タチバナ
タチバナ（橘、学名：Citrus tachibana）は、ミカン科ミカン属の常緑小高木で柑橘類の一種である。別名はヤマトタチバナ、ニッポンタチバナ。

## 概要
日本に古くから野生していた日本固有のカンキツである。本州の和歌山県、三重県、山口県、四国地方、九州地方の海岸に近い山地にまれに自生する。近縁種にはコウライタチバナ(C. nipponokoreana)があり、萩市と韓国の済州島にのみ自生する(萩市に自生しているものは絶滅危惧IA類に指定され、国の天然記念物となっている)。
静岡県沼津市戸田地区に、国内北限の自生地が存在する。
日本では、その実や葉、花は文様や家紋のデザインに用いられ、近代では勲章のデザインに採用されている。三重県鳥羽市ではヤマトタチバナが市の木に選定されている。
2021年、タチバナは沖縄原産のタニブター（C. ryukyuensis）とアジア大陸産の詳細不明の種との交配により誕生したこと、日向夏、黄金柑などの日本産柑橘のルーツであることが沖縄科学技術大学院大学などの研究により明らかとなった。

## 特徴

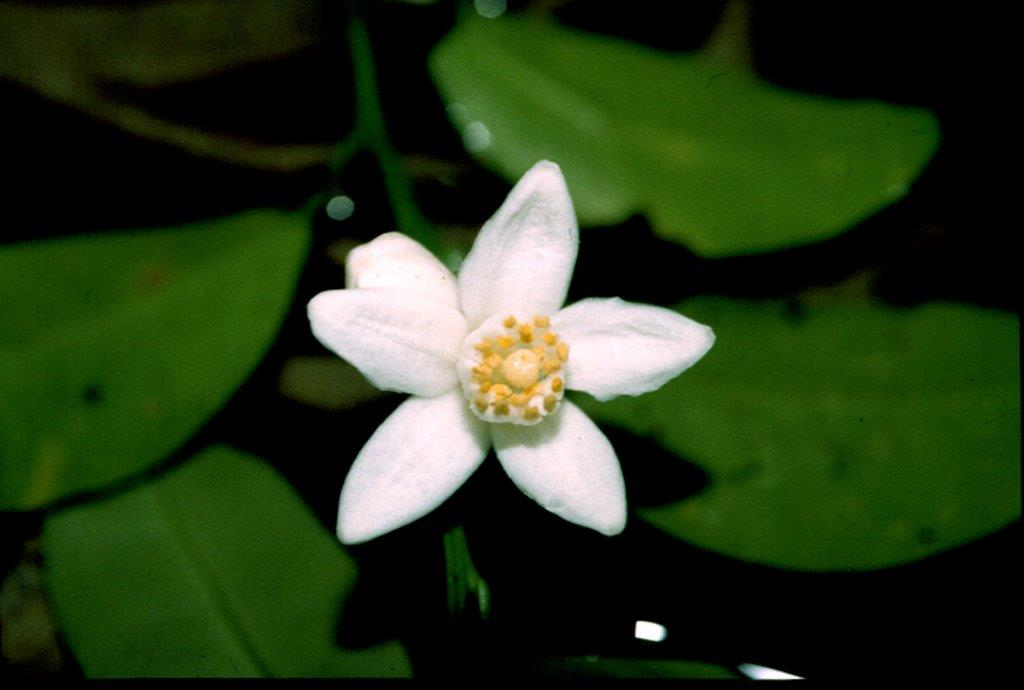
ヤマトタチバナの花

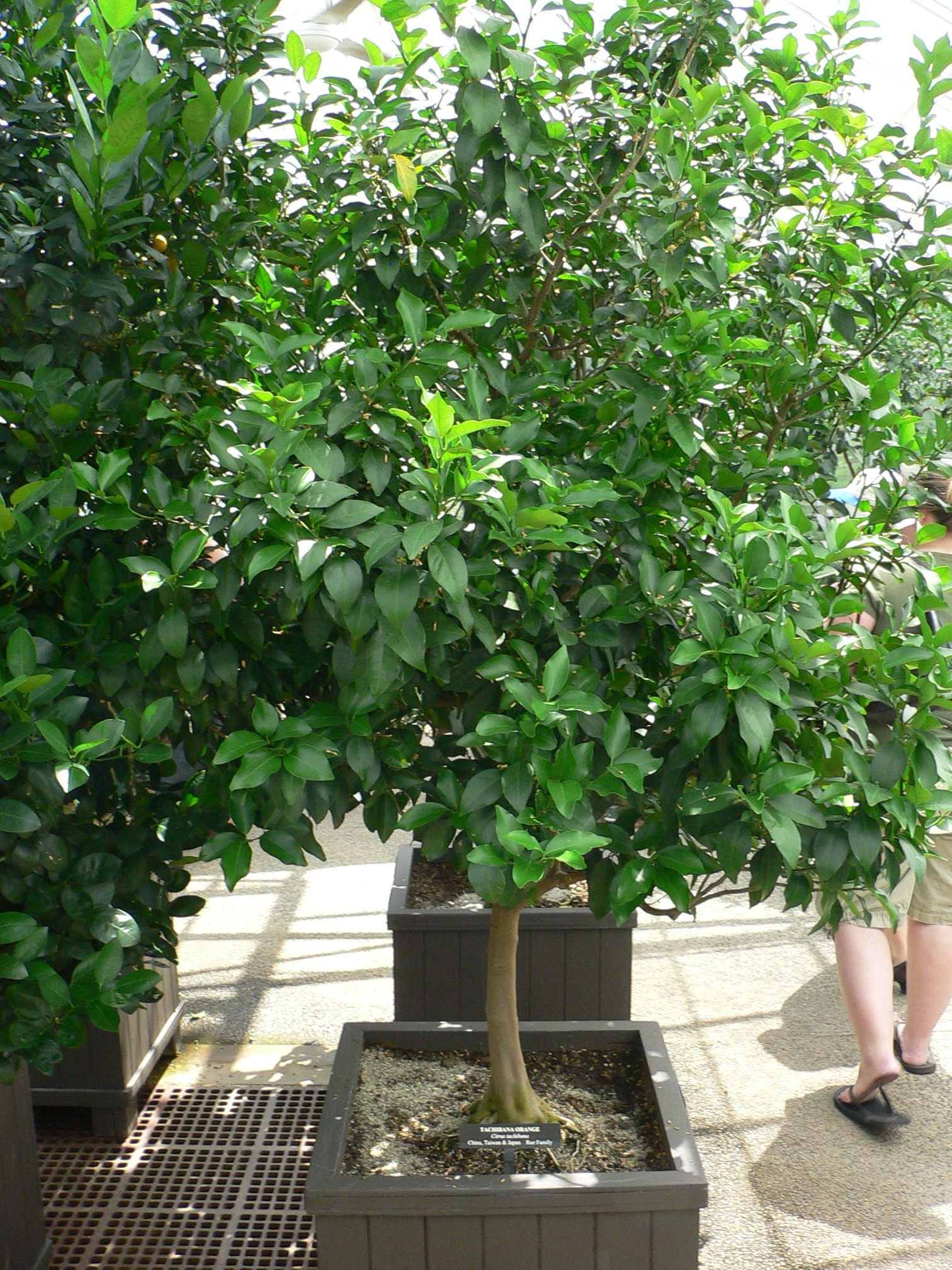
タチバナの木

樹高は2 メートルから6メートル、枝は緑色で密に生え、若い幹には棘がある。
葉は固く、楕円形で長さ3 センチメートルから6 センチメートルほどに成長し、濃い緑色で光沢がある。
花期は５月〜６月に枝先に白い花が咲く。
果実は11月〜12月頃実り、滑らかで、直径3 センチメートルほど。キシュウミカンやウンシュウミカンに似た外見をしているが、酸味が強く生食用には向かないため、マーマレードなどの加工品にされることがある。
タチバナの名称で苗が園芸店で売られていることがあるが、ニホンタチバナではなくコウライタチバナと区別されず混同されていることがある。コウライタチバナは、葉や実がタチバナより大きく、実が凸凹しているのが特徴である。

## 文化
日本では固有のカンキツ類で、実より花や常緑の葉が注目された。マツなどと同様、常緑が「永遠」を喩えるということで喜ばれた。
古事記、日本書紀には、垂仁天皇が田道間守を常世の国に遣わして「非時香菓（ときじくのかぐのこのみ）・非時香木実（時じくの香の木の実）」と呼ばれる不老不死の力を持った（永遠の命をもたらす）霊薬を持ち帰らせたという話が記されている古事記の本文では非時香菓を「是今橘也」（これ今の橘なり）とする由来から京都御所紫宸殿では「右近橘、左近桜」として橘が植えられている。ただし、実際に『古事記』に登場するものが橘そのものであるかについてはわかっていない。
奈良時代、その「右近の橘」を元明天皇が寵愛し、宮中に仕える県犬養橘三千代に、杯に浮かぶ橘とともに橘宿禰の姓を下賜し橘氏が生まれた。
『古今和歌集』夏、詠み人知らず「五月待つ花橘の香をかげば昔の人の袖の香ぞする」以後、橘は懐旧の情、特に昔の恋人への心情と結び付けて詠まれることになる。
1937年に制定された文化勲章は橘をデザインしている。昭和天皇の意向で意匠が橘花とされたとする説については別記事「文化勲章」を参照のこと。
五百円硬貨の裏にタチバナが描かれている。

## 家紋
橘紋（たちばなもん）は、タチバナの実と葉を図案化した家紋である。文様としては平安時代末期頃に現れ、江戸時代には90家余りの旗本が用い、蔦紋や桐紋などとともに十大家紋の一つに挙げられている。元明天皇が、葛城王に橘姓を下賜したことにちなみ橘系の氏族や橘氏の後裔を称する家、他氏族が家紋として用いた。『見聞諸家紋』に記された、薬師寺氏（丸に三つ立ち橘）、小寺氏（藤巴に三つ橘）が文献上の初見である。

### 使用
井伊氏、黒田氏などが用い、黒田氏の橘紋の由来は、 黒田職隆が小寺氏に仕えた際に下賜されたことからであり、井伊氏は、井伊共保が生まれた際の故事にちなむとされる。なお日蓮宗の寺紋「井桁に橘・日蓮宗橘」は、開祖の日蓮が井伊氏一族の出身であることに由来するという。
京都府八幡市の「石清水八幡宮」では、八幡神を勧請した僧・行教の紋が橘であったため、橘紋と三つ巴が神紋とされている。また本殿の彫刻には真ん中に橘の実があり、その実の両側から鳩が向かい合っている形のものがある。本殿前には左右共に橘の木が植えられており、授与品としてこの橘の実を使った御神酒も作られている。
京都市右京区の梅宮大社では、橘氏の氏神であることから、橘紋を社紋としている。

### 図案
『法然上人絵伝』に見られ、構図の種類には「橘」、「丸に橘」、「井桁に橘」、「三つ葉橘」などがある。同様の図案で「茶の実紋（ちゃのみもん）」があるが、チャノキの実を図案化したもので橘紋の実の部分に3枚の葉がない構図である。

橘紋（）
三つ組み合わせ陰橘（）
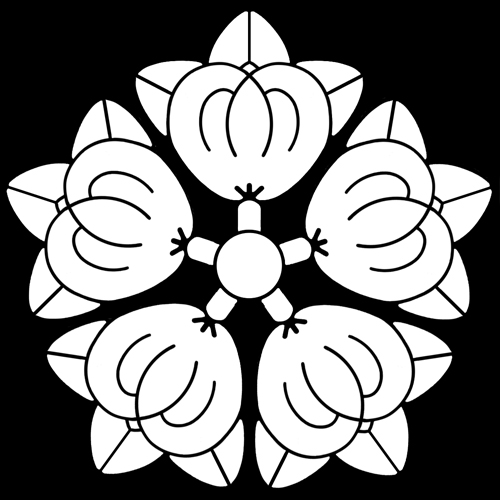
五つ寄せ橘（）
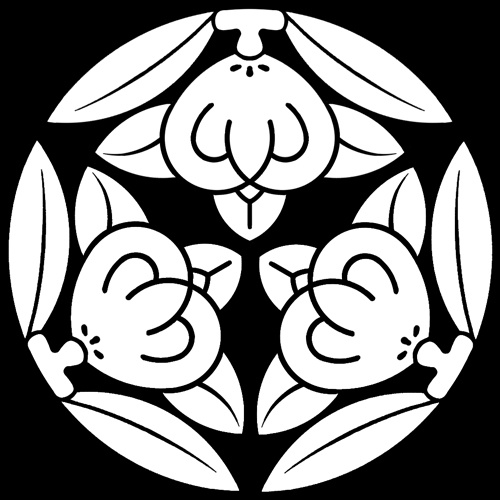
三つ橘（）